# 张萌祺
张萌祺（1989年10月10日—）是中国职业足球运动员，目前效力于贵州智诚。
张萌祺是徐根宝崇明基地培养出的年轻球员之一，上海东亚足球俱乐部建立后随队参加乙级联赛和甲级联赛，并帮助上海全运队夺得了十一运会冠军。2010年，他转会离开东亚加盟同城浦东中邦，也成为东亚俱乐部最早转会离开的球员之一。